# Belostemma
Belostemma là một chi thực vật thuộc họ Asclepiadaceae. Chi này có ba loài:
- Belostemma cordifolium (Link, Klotz. & Otto) P.T.Li
- Belostemma hitsutum Wall. ex Wight
- Belostemma yunnanense Tsiang

Một số tác giả gộp chi này vào chi Tylophora.